# إيرل بوستك
إيرل بوستك (بالإنجليزية: Earl Bostic)‏ هو ملحن أمريكي، ولد في 25 أبريل 1913 في تلسا في الولايات المتحدة، وتوفي في 28 أكتوبر 1965 في نيويورك في الولايات المتحدة بسبب نوبة قلبية.

## وصلات خارجية
- الموقع الرسمي
- إيرل بوستك على موقع IMDb (الإنجليزية)
- إيرل بوستك على موقع ميوزك برينز (الإنجليزية)
- إيرل بوستك على موقع أول ميوزيك (الإنجليزية)
- إيرل بوستك على موقع ديسكوغز (الإنجليزية)